# Symfonie nr. 17 (Mjaskovski)
De Russische componist Nikolaj Mjaskovski componeerde zijn Symfonie nr. 17 in gis-mineur in 1936 en 1937. Het waren door de sterke repressie van Stalin destijds barre tijden voor de bevolking en dus ook voor componisten. De opera Lady Macbeth uit het district Mtsensk van Dmitri Sjostakovitsj was net de grond in geboord door de Sovjetautoriteiten, omdat die te modern zou klinken. Andere componisten waren dus gewaarschuwd. Mjaskovski was in zijn muziek lang niet zo modern als zijn collega, maar moest toch op zijn tellen passen.
Het zou uiteindelijk niet helpen, want in 1948, bij het proces tegen "formalistische" componisten, werd ook zijn muziek getroffen door een verbod. Waarop dat gebaseerd zou moeten zijn, is uit deze symfonie niet te halen. Het is een behoudend, lyrisch, haast sentimenteel werk binnen de symfoniestructuur en grijpt qua sfeer terug naar de symfonieën van Tsjaikovski. Het begint zelfs met een muzikale verwijzing naar het lotmotief uit diens vierde symfonie om het eigenlijk niet meer los te laten: het komt terug in deel 4. De symfonie blijft melancholisch, nostalgisch en somber van klank.

## Delen
1. Lento – Allegro molto agitato
2. Lento assai – Andantino (ma non troppo)
3. Allegro, poco vivace
4. Andante – Allegro molto animato

## Bron en discografie
- Groot Staats-Radiosymfonieorkest van de Sovjet-Unie o.l.v. Aleksandr Gauk (LP Mezdunorodnaya Kniga MK 1575 / Melodiya D 07395-6 / CD Brilliant 8866 / Classound 2003-006)
- Academisch Symfonieorkest van de Russische Federatie o.l.v. Jevgeni Svetlanov (Melodiya SUCD 10-00472 / Russian Disc RDCD 00658 / Alto ALC 1023 / Warner 2564 69689-8)

Symfonie nr. 1 · 2 · 3 · 4 · 5 · 6 · 7 · 8 · 9 · 10 · 11 · 12 · 13 · 14 · 15 · 16 · 17 · 18 · 19 · 20 · 21 · 22 · 23 · 24 · 25 · 26 · 27